# Пёстрые рассказы (Чехов)
«Пёстрые рассказы» — второй опубликованный сборник рассказов А. П. Чехова, вышедший из печати в 1886 году. Первоначально включал 77 рассказов, во втором издании был существенно сокращён до 41 рассказа и переработан. Всего при жизни А. П. Чехова выдержал 14 изданий.

## История
Большинство рассказов, вошедших в этот сборник, при первой публикации были подписаны псевдонимами Чехова: «А. Чехонте», «Человек без селезёнки» и их сокращениями. Благодаря уговорам Д. В. Григоровича и А. С. Суворина Антон Павлович согласился на титульном листе после псевдонима в скобках привести свою настоящую фамилию и инициалы.

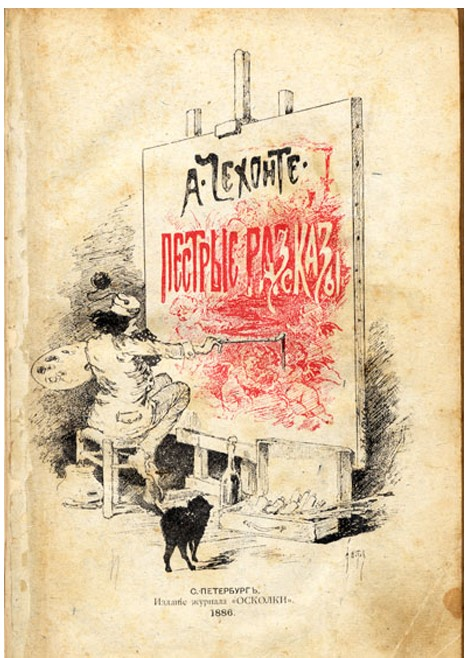
Виньетка Ф. О. Шехтеля к 1-му изданию сборника «Пёстрые рассказы».

В первое издание сборника в 1886 года вошли 77 рассказов, опубликованных в 1883—1886 годах, из них 47, больше половины, вышли в «Осколках». Издатель сборника Н. А. Лейкин корректуру не присылал. Большинство рассказов опубликованы по ранее публиковавшимся версиям, в некоторые внесены небольшие правки. Лишь один рассказ — «Толстый и тонкий» — для публикации в сборнике был существенно переработан.

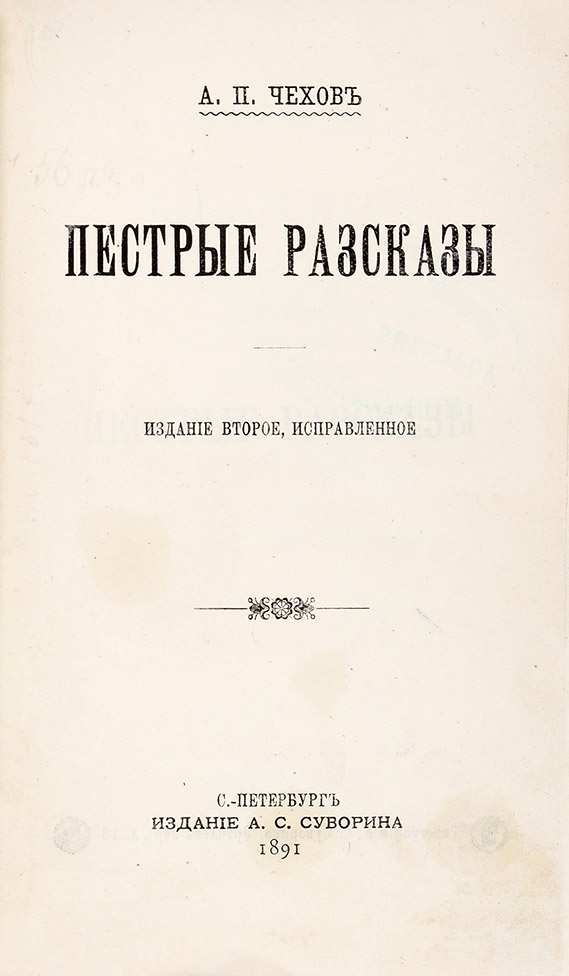
Второе издание сборника «Пёстрые рассказы» А. С. Сувориным.

Второе издание «Пёстрых рассказов» было опубликовано типографией А. С. Суворина в 1891 году. А. П. Чехов существенно сократил число рассказов, вошедших в сборник, но при этом добавил ещё 7 новых. У одного из рассказов было изменено название, в первом издании он назывался «Новинка», во 2-м и всех последующих — «Винт». При этом в окончательный состав «Пёстрых рассказов» не вошли в том числе и такие, которые позднее Антон Павлович включил в Собрание сочинений издания А. Ф. Маркса: например, «Толстый и тонкий», «Загадочная натура», «Репетитор» и многие другие. Так как общими в 1-м и 2-м изданиях были 34 рассказа, значит, окончательный состав сборника был сокращён на 43 рассказа из 1-го издания. В суворинском издании «Пёстрых рассказов» кардинально изменена и их последовательность.
После второго издания 1891 года при жизни автора сборник «Пёстрые рассказы» был издан ещё 12 раз. Четырнадцатое издание было опубликовано в 1899 году. Сборник всегда содержал те же 41 рассказ, как и второе переработанное издание. Авторская правка была внесена Чеховым в 1895 году в 6-е, в 1897 году в 10-е и в 1898 году 12-е издания.

## Состав
За основу таблицы взята последовательность рассказов в 1-м издании 1886 года. Последовательность рассказов в 2-м и последующих изданиях отражают номера в круглых скобках. В таблице она приведена по 11-му изданию 1898 года
| № (№)   | Название                                                                            | Первая публикация | Первая публикация                         | Первая публикация     | Примечания |
| № (№)   | Название                                                                            | Год               | Издание                                   | Подпись               | Примечания |
| ------- | ----------------------------------------------------------------------------------- | ----------------- | ----------------------------------------- | --------------------- | --- |
| 1       | Конь и трепетная лань                                                               | 1885              | «Петербургская газета», № 219, 12 августа | А. Чехонте            | Снят подзаголовок (Сценка), внесены несколько правок |
| 2       | Добродетельный кабатчик (Плач оскудевшего)                                          | 1883              | «Осколки», № 32, 6 августа                | А. Чехонте            | Комментаторы находят перекличку с очерками Сергея Атавы «Оскудение», нравившимися Чехову |
| 3 (4)   | Дочь Альбиона                                                                       | 1883              | «Осколки», № 33, 13 августа               | А. Чехонте            | Известен прототип из д. Бабкино «рыжая англичанка, которая удила рыбу» |
| 4 (6)   | Раз в год                                                                           | 1883              | «Стрекоза», № 25, 19 июня                 | А. Ч.                 | В 1-м издании сборника стилистические правки, во 2-м — существенно переработан. Не включён в издание А. Ф. Маркса |
| 5       | Патриот своего отечества                                                            | 1883              | «Мирской толк», № 8, 27 февраля           | Ч. Б. С.              | Значительно сокращён. |
| 6 (10)  | Отставной раб                                                                       | 1883              | «Осколки», № 36, 10 сентября              | А. Чехонте            | Не включён в издание А. Ф. Маркса, переработка для него начата, но не была закончена |
| 7 (16)  | Смерть чиновника                                                                    | 1883              | «Осколки», № 27, 2 июля                   | А. Чехонте            | Небольшие стилистические коррективы в 1-м изд. |
| 8       | Герой-барыня                                                                        | 1883              | «Осколки», № 23, 4 июня                   | А. Чехонте            | |
| 9       | Тёмною ночью                                                                        | 1883              | «Осколки», № 4, 22 января                 | А. Чехонте            | В сборник вошёл без исправлений |
| 10 (41) | Егерь                                                                               | 1885              | «Петербургская газета», № 194, 18 июля    | А.Чехонте             | Снят подзаголовок (Сценка) |
| 11 (15) | Орден                                                                               | 1884              | «Осколки», № 2, 14 января                 | А. Чехонте            | Правка внесена во 2-е издание сборника |
| 12      | Верба                                                                               | 1883              | «Осколки», № 15, 9 апреля                 | А. Чехонте            | Н. А. Лейкин находил, что рассказ «немножко серьёзен для „Осколков“» |
| 13      | Сонная одурь                                                                        | 1885              | «Петербургская газета», № 289, 21 октября | А. Чехонте            | Снят подзаголовок (Сценка). Рассказ включён в издание А. Ф. Маркса и тогда переработан. |
| 14      | Случай из судебной практики                                                         | 1883              | «Зритель», № 20, 17 марта                 | А. Чехонте            | Снят подзаголовок (Уголовный рассказ), сокращены обращения к читателю, сентенции рассказчика, разъяснения адвоката. |
| 15      | Размазня                                                                            | 1883              | «Осколки», № 8, 19 февраля                | А. Чехонте            | |
| 16 (22) | Живая хронология                                                                    | 1885              | «Осколки», № 8, 23 февраля                | А. Чехонте            | В последующих изданиях с небольшими поправками |
| 17      | Козлы отпущения (Посвящается многим папашам)                                        | 1885              | «Петербургская газета», № 233, 26 августа | А. Чехонте            | В газете был иной подзаголовок (Посвящается молодым папашам). При включении в издание А. Ф. Маркса подзаголовок снят, а заглавие изменено на «Отец семейства», сам рассказ сокращён и выправлен. Изменена фамилия главы семейства с Крутоносов на Жилин. |
| 18 (12) | Шило в мешке                                                                        | 1885              | «Осколки», № 50, 14 декабря               | А. Чехонте            | Снят подзаголовок (Рассказ). Небольшая правка внесена в 1-е и 2-е издания. В издании А. Ф. Маркса усилены диалектизмы в речи возницы |
| 19 (11) | Кухарка женится                                                                     | 1885              | «Петербургская газета», № 233, 26 августа | А. Чехонте            | Снят подзаголовок (Рассказ). В 1-м издании одно сокращение, в 6-м и 10-м стилистичские правки. Вошёл в сборник Детвора"в сокращённом виде. Но в издание А. Ф. Маркса сокращения не учтены. |
| 20      | На гвозде                                                                           | 1883              | «Осколки», № 6, 5 февраля                 | А. Чехонте            | В сборник вошёл без изменений |
| 21      | Оба лучше                                                                           | 1885              | «Осколки», № 13, 30 марта                 | А. Чехонте            | Снят подзаголовок (Рассказ). |
| 22 (31) | Последняя могиканша                                                                 | 1885              | «Петербургская газета», № 122, 6 мая      | А. Чехонте            | Первая публикация в «Петербургской газете». В 1-м сборнике небольшая стилистическая правка, во 2-м издании существенно исправлен и сокращён |
| 23 (1)  | Мыслитель                                                                           | 1885              | «Осколки», № 32, 10 августа               | А. Чехонте            | Упоминается в письме Лейкина от 11 июля 1885 г. под названием «Философ», которое при публикации было изменено. Во 2-м издании снята фамилия учитля — Фунин. |
| 24 (34) | Мелюзга                                                                             | 1885              | «Осколки», № 12, 23 марта                 | А. Чехонте            | В сборник включён с небольшой правкой |
| 25 (3)  | Злоумышленник                                                                       | 1885              | «Петербургская газета», № 200, 24 июля    | А. Чехонте            | В. А. Гиляровский сообщил, что прототипом главного героя, Дениса Григорьева, был житель Краскова Никита Пантюхин (Хромой), которого сам Чехов старался убедить не отвинчивать гайки. При переиздании в сборнике снят подзаголовок (Сценка). Правка была небольшой: во 2-м издании — 3 исправления просторечий, 2 стилистические поправки в 10-м и 7 в издании А. Ф. Маркса. |
| 26 (8)  | Мёртвое тело                                                                        | 1885              | «Петербургская газета», № 247, 9 сентября | А. Чехонте            | Снят подзаголовок (Картинка). Правка была небольшой |
| 27      | Симулянты                                                                           | 1885              | «Осколки», № 26, 29 июня                  | А. Чехонте            | В журнальном варианте с подзаголовком (Рассказ). В сборнике напечтан без изменений. Вошёл в издание А. Ф. Маркса после небольшой правки. |
| 28      | Репетитор                                                                           | 1884              | «Осколки», № 6, 11 февраля                | А. Чехонте            | Снят подзаголовок (Сценка). Рассказ вошёл в издание А. Ф. Маркса, при подготовке Чехов сделал две небольшие вставки и убрал бранные слова персонажей. |
| 29      | Разговор человека с собакой                                                         | 1885              | «Осколки», № 10, 9 марта                  | Человек без селезёнки | Снят подзаголовок (Сценка). |
| 30      | Надлежащие меры                                                                     | 1884              | «Осколки», № 38, 22 сентября              | А. Чехонте            | Снят подзаголовок (Сценка). Включён в издание А. Ф. Маркса, при подготовке к нему изменены фамилии героев (Черчонов на Шибукин, Плюина на Плюнину), сделано несколько сокращений. |
| 31 (37) | Горе                                                                                | 1885              | «Петербургская газета», № 324, 25 ноября  | А. Чехонте            | Снят подзаголовок (Зимняя картинка) и внесена небольшая правка. Для 2-го издания текст несколько сокращен. |
| 32      | Вор                                                                                 | 1883              | «Осколки», № 16, 16 апреля                | А. Чехонте            | В сборнике с небольшими сокращениями |
| 33 (26) | Налим                                                                               | 1885              | «Петербургская газета», № 177, 1 июля     | А. Чехонте            | Снят подзаголовок (Сценка), внесена небольшая правка |
| 34 (36) | Старость                                                                            | 1885              | «Осколки», № 47, 23 ноября                | А. Чехонте            | В 1-м издании сборник без изменений, во 2-м текст сокращен и выправлен, несколько языковых поправок внесено в 10-е и 12-е издания. |
| 35 (17) | Канитель                                                                            | 1885              | «Осколки», № 17, 27 апреля                | А. Чехонте            | Рассказ написан по детским воспоминаниям. Цензор Верещагин рекомендовал запретить публичные чтения рассказа, так как он «осмеивает церковные порядки». |
| 36      | В аптеке                                                                            | 1885              | «Петербургская газета», № 182, 6 июля     | А. Чехонте            | Снят подзаголовок (Сценка). |
| 37      | Трифон                                                                              | 1884              | «Осколки», № 13, 31 марта                 | А. Чехонте            | В сборнике несколько правок. |
| 38 (27) | Певчие                                                                              | 1884              | «Осколки», № 8, 25 февраля                | А. Чехонте            | Правка внесена при подготовке издания А. Ф. Маркса |
| 39      | Циник                                                                               | 1885              | «Петербургская газета», № 345, 16 декабря | А. Чехонте            | Рассказ послан в «Осколки» под заголовком «Звери», но там он был запрещён цензурой. Отправляя его в «Петербургскую газету», Чехов изменил название и расширил текст. При публикации в сборнике был снят подзаголовок (Сценка) и сделано несколько поправок. |
| 40 (18) | У предводительши                                                                    | 1885              | «Осколки», № 6, 9 февраля                 | А. Чехонте            | Снят подзаголовок (Рассказ). Отдельные поправик внесены во 2-е, 6-е и 10-е издания. М. п. Чехов предполагал, что в рассказе изображён дом дяди Чехова Митрофана Егоровича. |
| 41 (21) | Капитанский мундир                                                                  | 1885              | «Осколки», № 4, 26 января                 | А. Чехонте            | В 1-м издании сборника Чехов снял фразу «Хоть и полицейский, а дурак и хам…». Существенная правка внесена во 2-е издание. |
| 42      | В рождественскую ночь                                                               | 1883              | «Будильник», № 50, 22 декабря             | А. Чехонте            | Рассказ был посвящён М. П. Чеховой. В журнал «Осколки» Чехов отправил его под названием «Беда за бедой», но Н. А. Лейкину рассказ не понравился и он его вернул. |
| 43      | Осенью                                                                              | 1883              | «Будильник», № 37, 24 сентября            | А. Чехонте            | |
| 44      | Экзамен на чин                                                                      | 1884              | «Осколки», № 28, 14 июля                  | А. Чехонте            | При подготовке издания А. Ф. Маркса в рассказе сокращена часть, касающаяся личных отношений Галкина и Фендрикова |
| 45 (19) | Хирургия                                                                            | 1884              | «Осколки», № 32, 11 августа               | А. Чехонте            | Снят подзаголовок (Сценка). |
| 46      | Русский уголь                                                                       | 1884              | «Осколки», № 30, 28 июля                  | А. Чехонте            | При публикации в сборнике были сделаны три небольшие поправки |
| 47 (28) | Хамелеон                                                                            | 1884              | «Осколки», № 36, 8 сентября               | А. Чехонте            | Снят подзаголовок (Сценка), внесены мелкие поправки. |
| 48 (29) | Клевета                                                                             | 1883              | «Осколки», № 46, 12 ноября                | А. Чехонте            | |
| 49      | Брожение умов (Клочок из летописи города Нищегладска)                               | 1884              | «Осколки», № 24, 16 июня                  | А. Чехонте            | Подзаголовок при публикации в сборнике был сохранён. В текст была внесена обширная правка цензором и издателем. Н. А. Лейкин сообщал, что всюду заменил выражение «волнение умов» на «брожение умов», иначе бы рассказ не прошёл цензуру. Но Чехова возмутило то, что Лейкин вставил в письмо городничего объяснение всего происшествия появлением стаи скворцов. «Соль письма ухнула…» — писал Чехов. При подготовке сборника Чехов снял злосчастную фразу и ещё два упоминания о скворцах, но оставил заглавие.    |
| 50 (20) | Новинка (Вниманию гг. винтёров)                                                     | 1884              | «Осколки», № 39, 29 сентября              | А. Чехонте            | По воспоминаниям мемуаристов написание рассказа было инициировано рассказом И. П. Чехова, что «в их уезде все играют в винт». Антон Павлович заинтересовался, стал расспрашивать. Кто-то придумал масти называть министерствами. Но Н. А. Лейкин рассказ вернул, как не проходящий цензуру. Пришлось заменить министерства — казённой палатой, губернским правлением и т. п.. В первом издании сборника под тем же названием, что и при первой публикации, во 2-м и всех последующих этот рассказ называется «Винт». |
| 51      | Дачница                                                                             | 1884              | «Осколки», № 22, 2 июня                   | А. Чехонте            | В сборник вошёл без изменений |
| 52 (35) | Зеркало                                                                             | 1885              | «Петербургская газета», № 358, 30 декабря | А. Чехонте            | Снят подзаголовок (Сценка). Во 2-м издании текст сокращен, внесены обильные поправки, удалена фамилия героинии финальная фраза. |
| 53 (40) | Тоска                                                                               | 1886              | «Петербургская газета», № 26, 27 января   | А. Чехонте            | При переизданиях правка была незначительной |
| 54 (7)  | Детвора                                                                             | 1886              | «Петербургская газета», № 19, 20 января   | А. Чехонте            | Снят подзаголовок (Сценка). В 12-м издании сделано несколько стилистических правок. |
| 55      | Не судьба                                                                           | 1885              | «Осколки», № 28, 13 июля                  | А. Чехонте            | Как сообщал Н. А. Лейкин, цензор вычеркнул несколько мест, но во второй инстации рассказ прошёл полностью. |
| 56      | Упразднили!                                                                         | 1885              | «Осколки», № 21, 25 мая                   | А. Чехонте            | Снят подзаголовок (Рассказ), внесены отдельные правки. |
| 57      | Брак по расчёту, или за человека страшно! (Роман в 2-х одинаковых плачевных частях) | 1884              | «Развлечение», № 43, 8 ноября             | Человек без селезёнки | Рассказ, вместе с серией подписей к рисункам «Свадебный сезон» и рассказом «Свадьба генерала» стал основой водевиля «Свадьба». |
| 58 (39) | Устрицы                                                                             | 1884              | «Будильник», № 48, 6 декабря              | А. Чехонте            | Снят подзаголовок «Набросок». При подготовке 2-го издания сняты прямые обращения автора к читателю. |
| 59      | Тапёр                                                                               | 1885              | «Будильник», № 45, 4 ноября               | А. Чехонте            | Публикация в конкурирующем журнале в конце года вызвала неудовольствие Н. А. Лейкина |
| 60      | Анюта                                                                               | 1886              | «Осколки», № 8, 22 февраля                | А. Чехонте            | Цензура пропустила рассказ только с целым рядом купюр. По сообщению Н. А. Лейкина в сборнике рассказ набран по первой не испорченной корректуре |
| 61 (30) | Шведская спичка                                                                     | 1883              | Альманах «Стрекозы» на 1884 год           | А. Чехов              | Переработан для 2-го издания сборника |
| 62      | Заблудшие                                                                           | 1885              | «Петербургская газета», № 191, 15 июля    | А. Чехонте            | Снят подзаголовок (Сценка) и сделаны две правки. |
| 63      | Иван Матвеич                                                                        | 1886              | «Петербургская газета», № 60, 3 марта     | А. Чехонте            | Вошёл в сборник совсем без поправок, были лишь удалены опечатки газетного набора. |
| 64      | Художество                                                                          | 1886              | «Петербургская газета», № 5, 6 января     | А. Чехонте            | При первой публикации с подзаголовком (Рассказ) |
| 65 (23) | Восклицательный знак                                                                | 1885              | «Осколки», № 8, 25 февраля                | А. Чехонте            | В 1-м издании сборника заменена лишь одна фраза. Во 2-м удалены обороты типичные для юмористических журналов. |
| 66      | Толстый и тонкий                                                                    | 1883              | «Осколки», № 40, 1 октября                | А. Чехонте            | В сборнике с помощью небольшой правки был устранён служебной подчинённости, «тонкий» заискивает перед «толстым» просто так, «по рефлексу». |
| 67      | Господа обуватели (Мистерия в 2-х действиях)                                        | 1884              | «Осколки», № 8, 25 февраля                | Человек без селезёнки | В сборник включён без изменений с тем же заглавием и подзаголовком. Под заголовком «Господа обыватели» вошёлв издание А. Ф. Маркса |
| 68 (25) | Пересолил                                                                           | 1885              | «Осколки», № 46, 16 ноября                | А. Чехонте            | Правка была небольшой, но исправления вносились в 1-е, 2-е, 6-е, 10-е и 12-е издания. |
| 69 (33) | Актёрская гибель                                                                    | 1886              | «Петербургская газета», № 5, 6 января     | А. Чехонте            | При издании в сборниках правка была небольшой. В 1-е издание внесены 3 поправки, во втором сняты просторечия, а фамилия актёра изменена с Щипцов-Закоулкин на просто Щипцов |
| 70      | Комик                                                                               | 1884              | «Осколки», № 4, 28 января                 | А. Чехонте            | «На сей раз посылаю Вам маленькую ерундишку» — писал Чехов об этом рассказе в письме к Лейкину. |
| 71 (24) | Ну, публика!                                                                        | 1885              | «Осколки», № 48, 30 ноября                | А. Чехонте            | Правка при изданиях в сборниках заключалась в перестановке нескольких слов |
| 72      | Загадочная натура                                                                   | 1883              | «Осколки», № 12, 19 марта                 | А. Чехонте            | Включён в собрание сочинений издания А. Ф. Маркса, при этом был внесён ряд поправок, усилен иронический оттенок. |
| 73      | О вреде табака                                                                      | 1886              | «Петербургская газета», № 47, 17 февраля  | А. Чехонте            | После исправлений включён в сборник с подзаголовком (Сценка-монолог) |
| 74      | Он понял!                                                                           | 1883              | «Природа и охота», Т. IV, № 11, 3 декабря | А. Чехов              | Первоначально рассказ назывался «До 29-го июня». Чехов писал Лейкину «Заглавие не важно. Изменить можно… Сокращать жалко». Вместо «Осколков», для которого по мнению Чехова рассказ был длинён, он послал его уже под названием «Он понял!» в альманах «Стрекоза». Но редактор И. Ф. Василевский его возвратил и Чехов опубликовал его бесплатно в охотничьем журнале «Природа и охота». Это второе по времени публикации произведение (первое «В море»), подписанное настоящим именем автора.                       |
| 75      | Свистуны                                                                            | 1885              | «Осколки», № 34, 24 августа               | А. Чехонте            | Удалён подзаголовок (Рассказ), внесена стилистическая правка, сокращена речь Восьмёркина о Фильке. |
| 76      | Стена                                                                               | 1885              | «Осколки», № 38, 21 сентября              | А. Чехонте            | В сборник вошёл без изменений. |
| 77      | Два газетчика                                                                       | 1885              | «Осколки», № 40, 5 октября                | А. Чехонте            | В сборник вошёл без изменений. |
| (2)     | Пассажир 1-го класса                                                                | 1886              | «Новое время», № 3765, 23 августа         | Ан. Чехов             | Был включён во 2-е издание сборника, для этого несколько сокращен. Значительная правка предшествовала публикации в издании А. Ф. Маркса. Предполагают, что протипом мог быть Н. А. Белелюбский, известный строитель мостов |
| (5)     | На чужбине                                                                          | 1885              | «Осколки», № 41, 12 октября               | А. Чехонте            | Пропущен цензурой только после второго запроса. В 1887 году был опубликован в сборнике «Невинные речи» с тремя поправками. Включен во 2-е издание «Пёстрых рассказов», при этом существенно выправлен, а фамилия помещика из Какишев изменена на Камишев. |
| (9)     | Зиночка                                                                             | 1887              | «Петербургская газета», № 217, 10 августа | А. Чехонте            | В 1887 году был опубликован в сборнике «Невинные речи» с незначительными изменениями. Включен во 2-е издание «Пёстрых рассказов», при этом фамилия героев Шабельские изменена на Иваницкие. |
| (13)    | Драма                                                                               | 1887              | «Осколки», № 24, 13 июня                  | А. Чехонте            | В 1887 году был опубликован в сборнике «Невинные речи» без изменений. При подготовке для публикации во 2-м издании «Пёстрых рассказов» Чехов снял две фразы, описывающие блаженное состоятие Павла Васильевича после завтрака. Несколько правок внесены в 6-е и 10-е издания. |
| (14)    | Произведение искусства                                                              | 1886              | «Осколки», № 50, 13 декабря               | А. Чехонте            | В 1887 году был опубликован в сборнике «Невинные речи» с несколькими стилистическими изменениями, а фамилия комика была изменена с Шапкин на Шашкин. Включен во 2-е и все последующие издания «Пёстрых рассказов». |
| (32)    | Беззаконие                                                                          | 1887              | «Осколки», № 27, 4 июля                   | А. Чехонте            | В 1887 году рассказ включён в сборник «Невинные речи», при этом были удалены несколько фраз. Включен во 2-е и все последующие издания «Пёстрых рассказов». При подготовке издания А. Ф. Маркса в рассказ внесены несколько стилистеческих поправок. |
| (38)    | Нахлебники                                                                          | 1886              | «Петербургская газета», № 246, 8 сентября | А. Чехонте            | В 1887 году был опубликован в сборнике «Невинные речи», при этом в текст внесена незначительная правка. Перед включением во 2-е и все последующие издания «Пёстрых рассказов» сокращены обращения к читателю («Скучно читатель…»), удалены некоторые сравнения и эпитеты. Вошёл в издание А. Ф. Маркса. |

## Комментарии
1. ↑  Исправлено по электронному изданию Полного собрания сочинений[7]. В бумажной версии Четвертого тома  М. Наука, 1984 опечатка "В. Чехонте"[8]
2. ↑  В академическом Полном собрании сочинений сказано "Рассказ «Художество» Чехов не включил ни в один из своих сборников"[13][14][15]. Это несомненная ошибка. Смотри "Оглавление" сборника "Пёстрые рассказы" 1886, Изд. "Осколки"[16].